# Glenville (Connecticut)
Glenville – jednostka osadnicza w Stanach Zjednoczonych, w stanie Connecticut, w hrabstwie Fairfield.